# Гальдикас, Адомас
Адо́мас Га́льдикас (лит. Adomas Galdikas; 18 октября 1893, деревня Гиршинай, Ковенская губерния, Российская империя — 7 декабря 1969, Нью-Йорк, США) — литовский живописец и график, художник-сценограф.

## Биография
Учился в прогимназии в Паланге, затем в гимназии в Либаве. В 1917 году окончил Центральное училище технического рисования барона Штиглица в Санкт-Петербурге. Стал первым литовским офортистом.
В 1918 году вернулся в Литву. В 1918—1920 годах преподавала в учительской семинарии и гимназии в Каунасе. В 1923—1940 годах (с перерывом в 1929—1930 годах) преподавал в Каунасской художественной школе (руководил студией графики). Среди его учеников — Витаутас Казимерас Йонинас, Пятрас Тарабилда, Йонас Кузминскис и многие другие выдающиеся литовские графики. Участник группы «Арс».
В 1921 и 1923 годах совершенствовался в Берлине, художественное образование продолжал в Швеции, Италии, Франции.
Во время Второй мировой войны был профессором в Каунасском институте прикладного и декоративного искусства (1940—1944).
В 1944 году эмигрировал в Германию. В 1946—1947 годах преподавал в училище прикладного искусства (Школу искусства и ремёсел) в Фрайбурге. В 1947—1952 годах жил в Париже. В 1952 году перебрался в США и обосновался в Нью-Йорке.

## Творчество

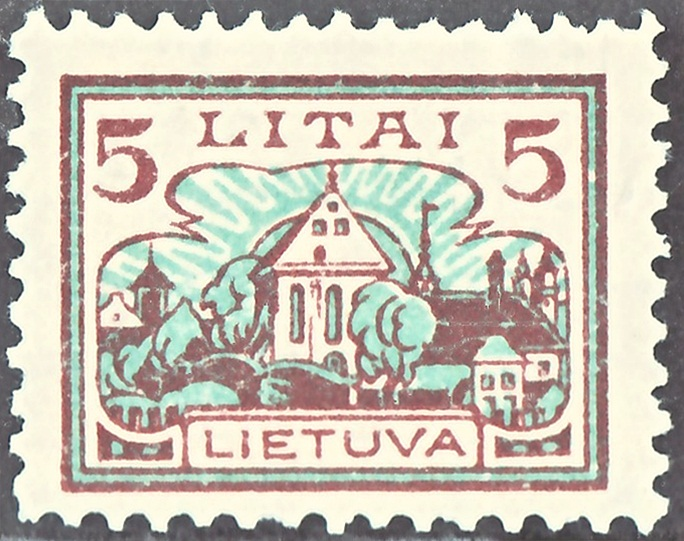
Марка почты Литвы (1923) по проекту Адомаса Гальдикаса

С успехом участвовал в конкурсах на создание почтовых марок, акций Торгово-промышленного банка и Общества пароходов. С 1920 года участвовал в художественных выставках в Литве и за рубежом. Персональные выставки проходили в Каунасе (1924, 1928), Париже (1931, 1948), Фрайбурге, Нью-Йорке (1954, 1957, 1960), Балтиморе, Бостоне, Чикаго, Филадельфии, Лос-Анджелесе, Кливленде, ретроспективные выставки в Литве (1969, 1973, 1977, 1983) .
Его триптих «Литва» был отмечен гран-при на Всемирной выставке в Париже в 1937 году, за декорации к драме Винцаса Креве «Шарунас» награждён золотой медалью.
Писал пейзажи, натюрморты, портреты, абстрактные композиции. Автор эстампов, иллюстрировал книги. Создал декорации к семнадцати спектаклям Государственного театра в Каунасе, среди наиболее значительных театральных работ, помимо «Шарунаса» Креве — опера «Гражина» Юргиса Карнавичюса (1933) .
Произведения Гальдикаса хранятся в Музее прикладного искусства Санкт-Петербургской государственной художественно-промышленной академии имени А. Л. Штиглица, Литовском художественном музее в Вильнюсе, Национальном художественном музее имени М. К. Чюрлёниса в Каунасе, в Латвийский Национальный художественный музее в Риге, в галерее имени М. К. Чюрлёниса в Чикаго и других собраниях.